# Begonia haniffii
Begonia haniffii là một loài thực vật có hoa trong họ Thu hải đường. Loài này được Burkill mô tả khoa học đầu tiên năm 1918.